# Flora Karimova
Flora Karimova est une chanteuse de musique populaire azerbaïdjanaise, activiste des droits civils et Artiste du Peuple de l'Azerbaïdjan. 

## Vie
Flora Karimova, militante pour la liberté et fondatrice de genres de musique de style soviétique, européen, pop, rock et jazz, est née à Bakou le 23 juillet 1941. Selon elle, elle était une enfant non désirée et sa mère avait fait de son mieux pour mettre un terme à la grossesse, ce qui était impossible à faire de manière conventionnelle en raison des lois anti-avortement de l'Union soviétique à l'époque.

## Début de carrière
En 1965, Flora Kerimova a été admise à l'Institut de médecine N.Narimanov et diplômée en 1971. Puis, de 1972 à 1977, elle étudie au Conservatoire d'État d'Azerbaïdjan à la faculté vocale, où elle renforce sa voix à quatre octaves. Pendant cette période, elle devient une chanteuse pop soviétique populaire d'Azerbaïdjan. Au cours de sa première carrière, elle a principalement chanté des styles pop et classique de style soviétique entre 1955 et 1967. Plus tard, 1967 Flora Karimova commence à chanter les toutes premières chansons de style rock et jazz basées sur un orchestre national. Sa voix unique et splendide jusqu'ici magnifique et attrayante séduit le public.
Elle est pionnière de l'histoire de la musique soviétique en Azerbaïdjan, chantant le premier rock and roll et en duo avec un autre célèbre chanteur pop soviétique Gulagha Mammadov. Flora Kerimova chante certaines des chansons les plus populaires en concert pour la première fois, comme Reyhan, Telebe, Okhu Tar, Gedjeler Bulak Bachi, Dalghalar, Qurban adina, Men seni araram, Gulerem Gulsen, Geceler, Azerbaycanim, Maralim Gel, Lirik Mahni, Sen menimsen men senin, Satchlarina Gul duzum, Sevirem Seni, Sevmeyir qoy sevmesin, Bakinin ichiglari, Baki geceleri, Gelmedi yar, Getme-getme, Uzaq yachil ada, Bele qemli dayanma, Kepenek et ainsi de suite. Dans la plupart des films, du théâtre et des dessins animés, elle a chanté leurs bandes sonores. Ses bandes sonores célèbres étaient Qaynana, Alma Almaya Benzer, Baki sabahin xeyir, Gece yaman uzundur, Ey heyat sen ne qeribesen, Onun Belali sevgisi, Evleri Kondelen yar, ainsi que des bandes originales de dessins animés sont Tiq Tiq xanim ve Sitchan bey, Humayin yuxusu, Toplan et autres.

## Les années 1960
Bien que Flora Karimova ait commencé sa carrière musicale professionnelle en 1954 en chantant la série de merveilles indiennes composée par Chafiga Akhundova, elle est devenue la plus populaire et la plus renommée depuis les années 1960. Au début des années 1960, Flora Karimova a commencé sa carrière en chantant les chansons de Fikrat Amirov. À côté, elle a joué dans la chorale d'ensemble de l'Université de médecine. Plus tard en 1962, elle a été invitée une deuxième fois à chanter dans un film de "Boyuk Dayaq". Elle a chanté Perichanin mahnisi composé par Fikrat Amirov. Par la suite, elle a continué à chanter les chansons professionnelles des compositeurs les plus populaires et les plus remarquables tels que Fikrat Amirov (Sevil Operasi), Seid Rustamov, Rauf Hajiyev, Tofik Bakikhanov, Aghabadji Rzayeva, Tofiq Ahmedov, Alakbar Taghiyev, Tamilla Mammadzade, Ahafiqa Akhundova, Suleyman Askerov, Sefer Cheykhov, Tofiq Quliyev, Ramiz Mustafayev et son premier mari, le docteur Ibrahim Toptchubachov.
Bahram Mansourov, qui a persisté Flora Karimova à jouer le rôle de Leyli dans l’Opéra Leyla et Madjnun au Théâtre d'opéra et de ballet, a ensuite fait une proposition importante. Bien que F. Karimova ait d'abord rejeté, M. Mansurov lui a demandé de jouer le rôle en la préparant par lui-même. En 1966, elle est apparue sur la scène de l'opéra et du ballet dont le promoteur était Arif Babayev. Arif Babayev a pour la première fois commencé sa carrière professionnelle en jouant Majnun et partageant la scène avec Flora Karimova à cette époque. Cela a attiré des millions de spectateurs à regarder la toute première histoire de Leyla et Majnun avec une grande passion et avec enthousiasme, qui ont apprécié à Opera la voix de 4 octaves de Flora Karimova. Cet événement est devenu l'une des performances les plus réussies pour l’opéra Leyla et Madjnun. Après avoir réalisé que sa voix vocale pop-rock s'accordait en faveur du style national mugham, alors que Flora Karimova avait le sens aigu de chanter principalement des chansons pop de style européen, plus tard 8 fois pour interpréter Leyla et Madjnun, elle arrête et quitte le théâtre pour de bon.
Au milieu des années 1960, elle commence à chanter des chansons de style rock et jazz. En 1967, elle chante 23 chansons de jazz qui lui valent une solide popularité. Dans la première moitié de 1960, Karimova chante deux nouveaux compositeurs pop, mais plus tard, Emin Sabitoglu et Oktay Kazimi. En fait, ces deux compositeurs commence leur carrière professionnelle chez F.Kerimova.

## Première femme conductrice en Azerbaïdjan soviétique
En 1967, elle est devenue la première femme conductrice soviétique d'Azerbaïdjan, conduisant sa première voiture Jiquli. Elle est apparue dans sa voiture fréquemment dans des croquis musicaux. 

## Premier artiste populaire de l'Azerbaïdjan
Elle a enregistré et sorti plus de vingt albums solo. En 1992, Flora Karimova a reçu le titre d'artiste populaire d'Azerbaïdjan. Flora Karimova est ainsi devenue la première chanteuse de l'histoire de l'Azerbaïdjan indépendant à recevoir ce titre.

## Vie privée
Elle a été mariée deux fois et a une fille et un fils. Son premier mariage est avec le prof. Doc. Ibrahim Toptchubachov et deuxième mariage avec Faik Chafiyev.
Ibrahim Toptchubachov joue un rôle important en aidant Flora Karimova à maîtriser ses compétences musicales et artistiques à un niveau supérieur. Deuxièmement, il compose en consacrant plus de chansons en sa faveur dans les années 1960. Ibrahim Toptchubachov qui a appliqué la toute première musique de Flora Karimova pendant les opérations chirurgicales. Alors que lui et son père Mustafa Toptchubachov ont effectué leur opération chirurgicale accompagné de la voix de Flora Karimova en remplacement de l'anesthésie.
En 1969, elle a épousé le professeur Ibrahim Toptchubachov. Sa renommée a commencé à augmenter considérablement. Toptchubachov est décédée un an plus tard, en 1970. Avant sa mort, le professeur Toptchubachov était en voyage d'affaires en Turquie où il a rencontré la célèbre chanteuse turque Nesrin Sipahi et l'a invitée à venir à Bakou pour donner un concert. Après la mort du professeur Toptchubachov, Karimova a réalisé son souhait et organisé le concert de Sipahi à Bakou au Yachil théâtre . Au cours de cette année, elle n'a pas chanté en public. Elle a entretenu la tombe de son mari.
En 1987, elle épouse Faik Bey, un millionnaire soviétique.  

## Chronologie de carrière
- 1954 Flora Karimova est apparue pour la première fois sur une scène
- 1964 diplômé de Lycée technique musical de Bakou de l'Azerbaïdjan soviétique
- 1966 a joué sur scène en tant que Leyli dans "l’Opéra Leyli et Majnun "
- 1968 tourné comme rôle principal dans le film "Qanun namine"
- 1971 diplômé de l'Université médicale soviétique d'Azerbaïdjan
- 1977 diplômé Conservatoire national de musique d'Azerbaïdjan
- 1983 devient soliste de la télévision et de la radio d'État soviétique d'Azerbaïdjan
- 1989–1991 a servi à retrouver l'indépendance en Azerbaïdjan
- 1992 F.Kerimova reçoit le titre de l'Artiste du Peuple de l'Azerbaïdjan